# 進藤晶子
進藤 晶子（しんどう まさこ、1971年9月10日 - ）は、日本のフリーアナウンサー。本名：深堀 晶子（ふかぼり まさこ、旧姓：進藤）。

## 来歴
大阪府出身。
実家は医院で、学生時代は家業を継ぐことも考えたが、医師になるための学力（主に理科系科目）が及ばなかったとのこと。聖母被昇天学院小学校・中学校・高等学校、神戸松蔭女子学院大学卒業。

### 幼少期～高校時代
4歳からクラシックバレエを習う。他にもピアノ、絵描き、習字、水泳、英会話、声楽、タップダンス、テニスなど多くの習い事を経験した。ピアノは高校1年生まで続けた。
中学・高校時代は友人に誘われて放送部に所属。毎年朗読コンクールに参加した。

### 大学時代
大学に入ってからは日本舞踊と茶道を習った。
大学時代に今宮戎神社の福娘に選ばれている。
1992年、女子大生モデルとして『週刊朝日』の表紙（撮影:篠山紀信）を飾る。

### TBS時代
1994年4月、TBSにアナウンサー29期生として入社（同期入社には長岡杏子。元制作の角田陽一郎がいる）。
1995年放送開始の『ランク王国』では初代司会を務め、アニメーションのキャラクターなどに扮する「コスプレ」を披露して人気を得た。なかでも『セーラームーン』の姿をした非売品の番組特製テレホンカードを製作したところ、応募が殺到し、プレミアがついた時期もあった。
『ランク王国』と並行して、週末の『JNNスポーツ&ニュース』のキャスターを務め、さまざまなバラエティ番組にも出演する。1997年秋『筑紫哲也 NEWS23』のスポーツキャスターに起用されると、たちまちアイドル的な人気を得るようになる。そのため週刊誌などの活字メディアの格好の取材対象にもなり、毎週のように憶測混じりの記事（「社内いじめがあったのではないか」等）が掲載された。
1999年秋に『JNNニュースの森』のメインキャスターに起用されるが、2001年3月番組を降板し、同月に退社が発表される。大量に残していた有給休暇を消化し、同年9月に退社。退社に際して『文藝春秋』に手記を発表して、社内いじめがあったことを告白して話題となった。

### フリー転身後
短期間のアメリカニューヨークに留学後、2003年に日本テレビの番組『雲と波と少年と』に出演したが、低視聴率と番組スタッフの不祥事（飲酒運転による交通死亡事故）により2か月ほどで打ち切られた。そのほかでは、TOKYO FM『Beautiful Hit Magic』やWOWOWのテニス中継のメインキャスターを務め、『儲かりマンデー!!』と後身である『がっちりマンデー!!』の司会や2002 FIFAワールドカップのキャスターなどで古巣のTBSの画面に久々に登場した。
2005年4月から母校・神戸松蔭女子学院大学で非常勤講師を務める。局アナ時代からの『週刊アスキー』の連載をはじめ活字メディアでも活躍し、文芸誌『きらら』（小学館）2005年6月号に、初の小説『太郎くんの玉』を発表した。
私生活では、スポーツニッポンに一面で誤報（スポーツニッポン#事実の誤認などで物議を醸した報道を参照）を流されるというアクシデントがありながらも、2006年2月、長年交際を続けていたプロゴルファー・深堀圭一郎と結婚、2007年3月15日に第1子の女児を帝王切開で出産した。
2008年、慶應義塾大学大学院メディアデザイン研究科修士課程で介護家族のための研究をしていた。2010年3月同課程修了。
2015年3月、「山根基世の朗読指導者養成講座」（主催：文字・活字文化推進機構）第一期修了。以降、同講座でアシスタント講師を務める。
2016年、オーチャードホールにて「映像の世紀コンサート」ナレーションを担当。
2018年、サントリーホールで朗読コンサートを初めてプロデュースをする。

## 人物
- 趣味・特技：ゴスペル[3][18]、映画鑑賞、動画配信でダンス、ベランダ菜園、パーソナルトレーナの指導による運動[19]、日本舞踊[20]。
- 好物：ピザ[21]
- 家族：父、母、妹[22]。妹からは度々関西の情報[23]で、母や甥からは風景の画像が送られてくる[24][25]。母方の祖母の家が兵庫県姫路市にあった[26]。父方の祖父母の家が西宮市の阪神甲子園球場の近くで、球場への思い出がある[27]。結婚後は夫、娘。犬（トイプードル）と暮らしている[28][29][30]。

### エピソード
- 子供の頃からコツコツ練習することは苦手。その時その場で、体を動かして表現することが好きだと自己分析している[3]。
- 両親から教えられたことのひとつで、「財産を残し与えても、すべて失ってしまうこともある。でも知識や技術として身につけてしまえば、それは誰にも奪われない」と何度も聞かされてきた。「怠けている」と判断されると厳しく「ここに座りなさい」と、紙と電卓を取り出しどれくらいの“投資額”なのか、自身にかかる教育費に関して淡々と説明を受けた[3]。
- 歌舞伎俳優の片岡愛之助は、日本舞踊門下の兄弟子にあたる[20]。

- 家に冷蔵庫が2台ある[31]。
- 睡眠は夜10時半頃就寝し、平均睡眠6〜8時間[19]。

## 現在の出演番組

### テレビ
- 儲かりマンデー!! → がっちりマンデー!!（2004年4月 - 、TBSテレビ）

## 過去の出演番組

### テレビ
TBS時代
- ミッドナイト美女図鑑[12][13]
- 筑紫哲也 NEWS23）スポーツキャスター
- JNNニュースの森[12][13]
- JNNスポーツ&ニュース
- 筋肉番付
- 上岡龍太郎がズバリ![12][13]
- 所さんの20世紀解体新書
- ランク王国
- 伊集院光 深夜の馬鹿力番組内コーナー・早押しクイズQQQのQのQ
- あなたにオンタイム
- 今夜も晴れホレ（TBSテレビ）
- オールスター感謝祭（TBSテレビ）
  - 96秋 中継リポーター
  - 99春 総合司会の島崎和歌子の代役で代理司会者
- 超える!テレビ（1999年12月30日-2000年1月1日）

フリー転身後
- 雲と波と少年と（日本テレビ）
- 2002 FIFAワールドカップ（TBS中継担当分）
- 危ないダンディー（2003年4月 - 2004年3月、BS-i）
- エンゼルのいる星 〜あなたの一番たいせつなもの〜（ミニ番組、ナレーション）（2003年4月 - 2006年4月、日本テレビ）
- WOWOWテニス中継 メインキャスター（2004年1月 - 2006年1月、WOWOW）
- R30（TBS）
- 輝くとき（ミニ番組、ナレーション）（2005年7月 - 2006年3月、テレビ東京）
- ドラフト緊急生特番!お母さんありがとう（2012年10月25日、TBSテレビ）
- 我が家で生きぬく〜在宅終末医療のいま〜（2013年2月3日、BS-TBS）
- 熱中世代 大人のランキング（2013年10月14日 - 2018年9月29日、BS朝日）[32]
- テレビ未来遺産 緊急!池上彰と考える"巨大噴火"日本人へ…古代ローマからの警告（2014年5月14日、TBSテレビ）
- テレビ未来遺産「“いのちの輝きSP” ヒューマンサイエンス 出産&がん医療最前線 家族の決断…それでもあなたと生きたいから」（2014年6月25日、TBSテレビ）
- “思いの詰まった”日本のお弁当（案内人）（2016年9月7日 - 9月28日、全4回、TBSテレビ）
- 義母と娘のブルース2022年謹賀新年スペシャル（2022年1月2日、TBSテレビ） - がっちりマンデー!!とコラボ[33]

### ラジオ
TBS時代
- 上岡龍太郎のサタデー・ぴぷ!（1994年）[12][13]
- 午後はど〜んとマインド（1994年）[12][13]
- デジタル怪傑頭巾 デジ虫（1998年-2000年）[16]

フリー転身後
- 進藤晶子のBeautiful Hit Magic（2002年10月 - 2004年3月、TOKYO FM）
- 進藤晶子のBelieve in（2013年10月6日 - 2015年3月29日、TBSラジオ）[34]

### TVCM
- ユニクロ グラフィックCM（2003年4月 - 6月）
- テンプスタッフ
- インテル
- 全日空
- 小林製薬
- 三城
- パナソニック 「エコナビ 洗濯機」（2010年10月 - ）
- ホンダ・ライフ 「ナビゲーター編」（2011年2月）
- 野村證券
- オリックス生命 （2022年3月30日 - ）

### イメージキャラクター
- CABIN 「アンラシーネ」（2008年1月 - 2010年1月）
- 大丸松坂屋 （2014年 - 2015年）中元[35][36]、歳暮

### 映画
- ファインディング・ニモ （2003年12月6日、ピクサー・アニメーション・スタジオ）- コーラル役 吹き替え担当

## インタビュー
- 進藤アナウンサーが聞く！（2024年3月、日立ソリューションズ西日本）

## 著書
- 出会いの先に（2003年4月11日、株式会社アスキー）ISBN 4-7561-4258-3
- もう千年、地球を美しいままに : イオンとはじめるエコな生活（2008年、講談社）

## 各種メディア連載
- CREA（文藝春秋）「Turning point 明日の転機」
- CREA（文藝春秋）「進藤晶子があの人にインタビュー」
- 朝日新聞夕刊スポーツ面 インタビュー「戦士のほっとタイム」（2003年1月 - 2006年12月）
- BOAO （マガジンハウス）「天職はオンナの数だけ」
- 三菱商事グループ広報誌「MC+」（2005年3月 - 2007年1月）
- GLAMOROUS（講談社）「Event concierge」（2006年1月 - 2007年5月）
- 週刊アスキー 「進藤晶子のえ、それってどういうこと?」（2000年11月 - 遅くとも2014年）
連載そのものは2014年まで続いたが、進藤は途中で降板。
- 小林製薬 Real Laboブログ（2006年9月 - 2007年8月）
- 神戸新聞（2021年5月6日 - 2021年8月26日）随想 欄

## 講師・講演
- 神戸松蔭女子学院大学 非常勤講師「キャリアデザイン研究」（2005～2010年）
- 杏林大学外国語学部（2018年）